# Saint-Didier (Jura)
 Saint-Didier  es una población y comuna francesa, situada en la región del Franco Condado, departamento de Jura, en el distrito de Lons-le-Saunier y cantón de Lons-le-Saunier-Nord.

## Demografía
| 115 | 116 | 136 | 204 | 204 | 267 |
| Para los censos de 1962 a 1999 la población legal corresponde a la población sin duplicidades (Fuente: INSEE [Consultar]) |     |     |     |     |     |